# Vekunta atripennis
Vekunta atripennis är en insektsart som beskrevs av Matsumura 1940. Vekunta atripennis ingår i släktet Vekunta och familjen Derbidae. Inga underarter finns listade i Catalogue of Life.